# 四十三烷
四十三烷是一种有机化合物，化学式为C43H88。它可以山嵛酸（二十二酸）为原料，经山嵛酮反应得到。它可以和去氧胆酸或原胆酸形成复合晶体。它存在于海南核果木（Drypetes hainanensis Merr.）果实中。